# Kesswil
Kesswil é uma comuna da Suíça, no Cantão Turgóvia, com cerca de 923 habitantes. Estende-se por uma área de 4,48 km², de densidade populacional de 206 hab/km². Confina com as seguintes comunas: Dozwil, Güttingen, Hagnau am Bodensee (DE-BY), Hefenhofen, Immenstaad am Bodensee (DE-BY), Sommeri, Uttwil.
A língua oficial nesta comuna é o Alemão.

## Personalidades
- Carl Gustav Jung nasceu em Kesswil, em 1875.